# Okręty podwodne typu O 19
Okręty podwodne typu O 19 – typ dwóch holenderskich okrętów podwodnych o konstrukcji bardzo podobnej do konstrukcji polskich jednostek typu Orzeł ze zmniejszonym zapasem torped i dodanymi 10 pionowymi wyrzutniami min na każdej z burt. Okręty te wyposażone zostały w system chrap. Jednostki tego typu służyły w Holenderskich Indiach Wschodnich. 19 grudnia 1941 roku O 20 został w pobliżu Malajów zmuszony do wynurzenia przez japoński niszczyciel „Uranami” i został zatopiony, zaś O 19 został zatopiony 8 lipca 1945 roku koło Wysp Spratly na Morzu Południowochińskim.